# Marum (Universität Bremen)
Das MARUM – Zentrum für Marine Umweltwissenschaften ist eine Forschungseinrichtung der Universität Bremen. Am MARUM ist auch der Exzellenzcluster ›Der Ozeanboden – unerforschte Schnittstelle der Erde‹ angesiedelt. Schwerpunktmäßig wird am MARUM auf den folgenden drei Forschungsfeldern gearbeitet:
- Ozean und Klima
- Wechselwirkungen zwischen Geosphäre und Biosphäre
- Dynamik des Meeresbodens

## Aufgaben

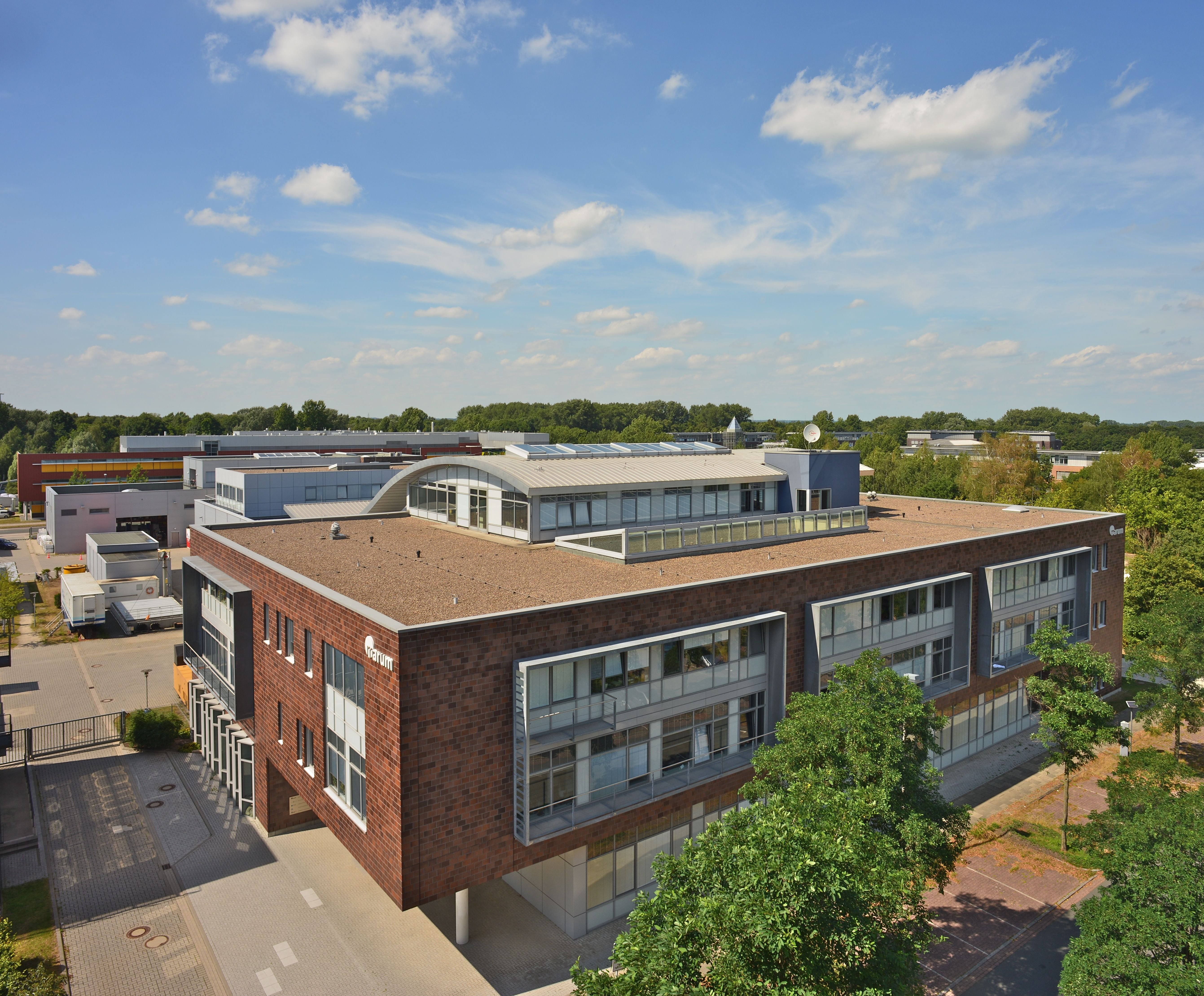
Das MARUM-Hauptgebäude an der Leobener Straße auf dem Campus der Universität Bremen

Die Forschungseinrichtung fokussiert in der Meeresforschung unter anderem auf die Bereiche globaler Wandel und Nachhaltigkeit:

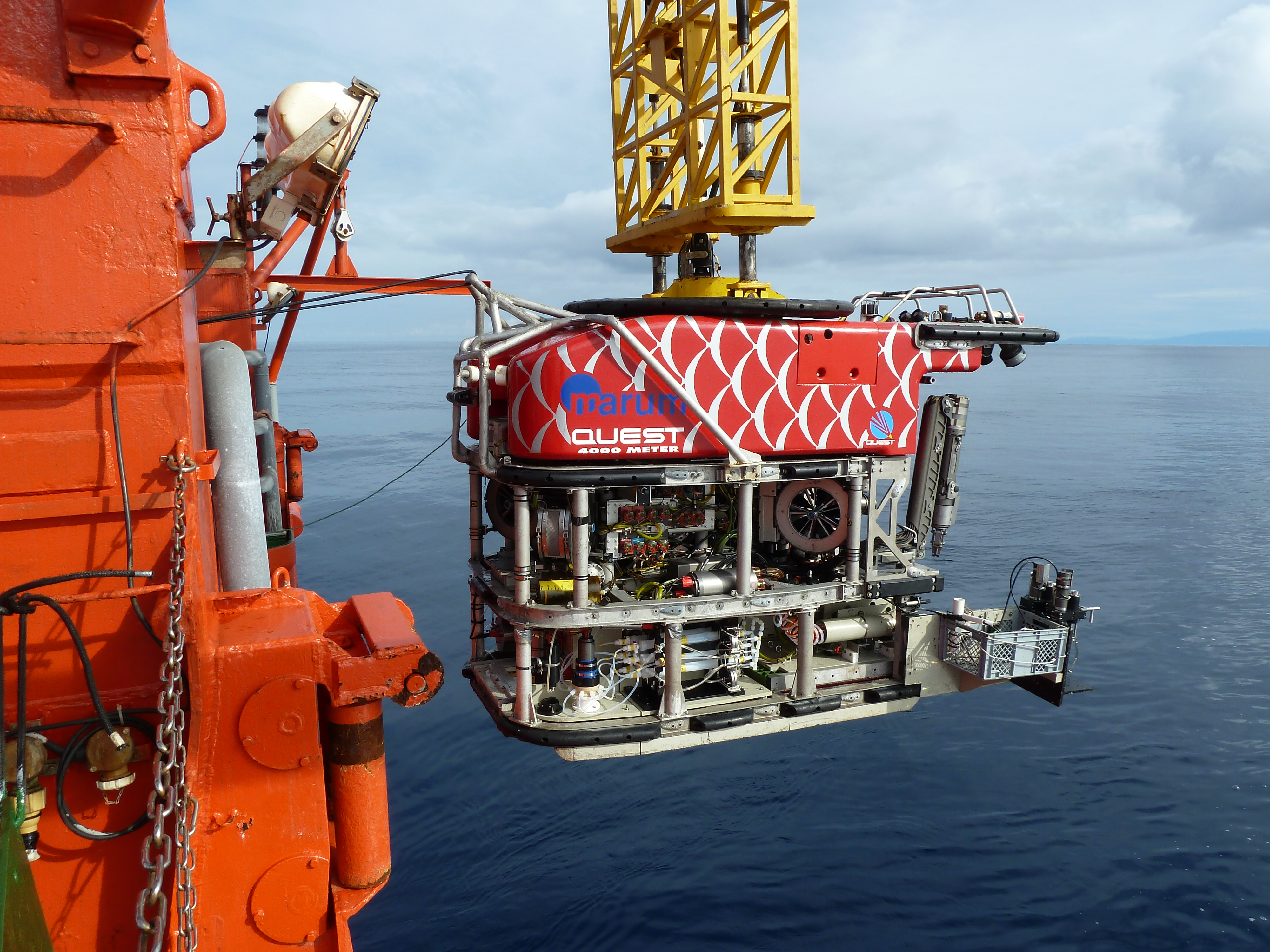
Einsatz des ROV MARUM-QUEST vom Forschungsschiff METEOR während einer Expedition im Arabischen Meer

„Das MARUM gewinnt grundlegende wissenschaftliche Erkenntnisse über die Rolle des Ozeans und des Meeresbodens im gesamten Erdsystem. Die Dynamik des Ozeans und des Meeresbodens prägen durch Wechselwirkungen von geologischen, physikalischen, biologischen und chemischen Prozessen maßgeblich das gesamte Erdsystem. Dadurch werden das Klima sowie der globale Kohlenstoffkreislauf beeinflusst und es entstehen einzigartige biologische Systeme. Das MARUM steht für grundlagenorientierte und ergebnisoffene Forschung in Verantwortung vor der Gesellschaft, zum Wohl der Meeresumwelt und im Sinne der Nachhaltigkeitsziele der Vereinten Nationen. Es veröffentlicht seine qualitätsgeprüften, wissenschaftlichen Daten und macht diese frei zugänglich. Das MARUM informiert die Öffentlichkeit über neue Erkenntnisse der Meeresumwelt, und stellt im Dialog mit der Gesellschaft Handlungswissen bereit. Kooperationen des MARUM mit Unternehmen und Industriepartnern erfolgen unter Wahrung seines Ziels zum Schutz der Meeresumwelt.“

Dabei reichen die Forschungsschwerpunkte von Umweltveränderungen im Tertiär bis zu Auswirkungen von aktuellen Küstenbaumaßnahmen auf die Sedimentationsbedingungen und von mikrobiellen Abbauprozessen im Sediment über weiträumige Sedimentrutschungen am Kontinentalhang bis zu den Prozessen, die Gas- und Fluidaustritte am Meeresboden steuern. Neben den Forschungsaktivitäten stellt das Marum Infrastruktur für auswärtige Wissenschaftler bereit, entwickelt neue Technologien und bildet Doktoranden aus. Laut Bundesbericht Forschung und Innovation 2008 ist „der Wissenschaftsschwerpunkt Meereswissenschaften mit dem MARUM - Zentrum für Marine Umweltwissenschaften der Universität Bremen Teil eines der größten, international anerkannten, interdisziplinären Forschungsschwerpunkte im Hochschul- und außerhochschulischen Bereich“.

### Neue Technologien

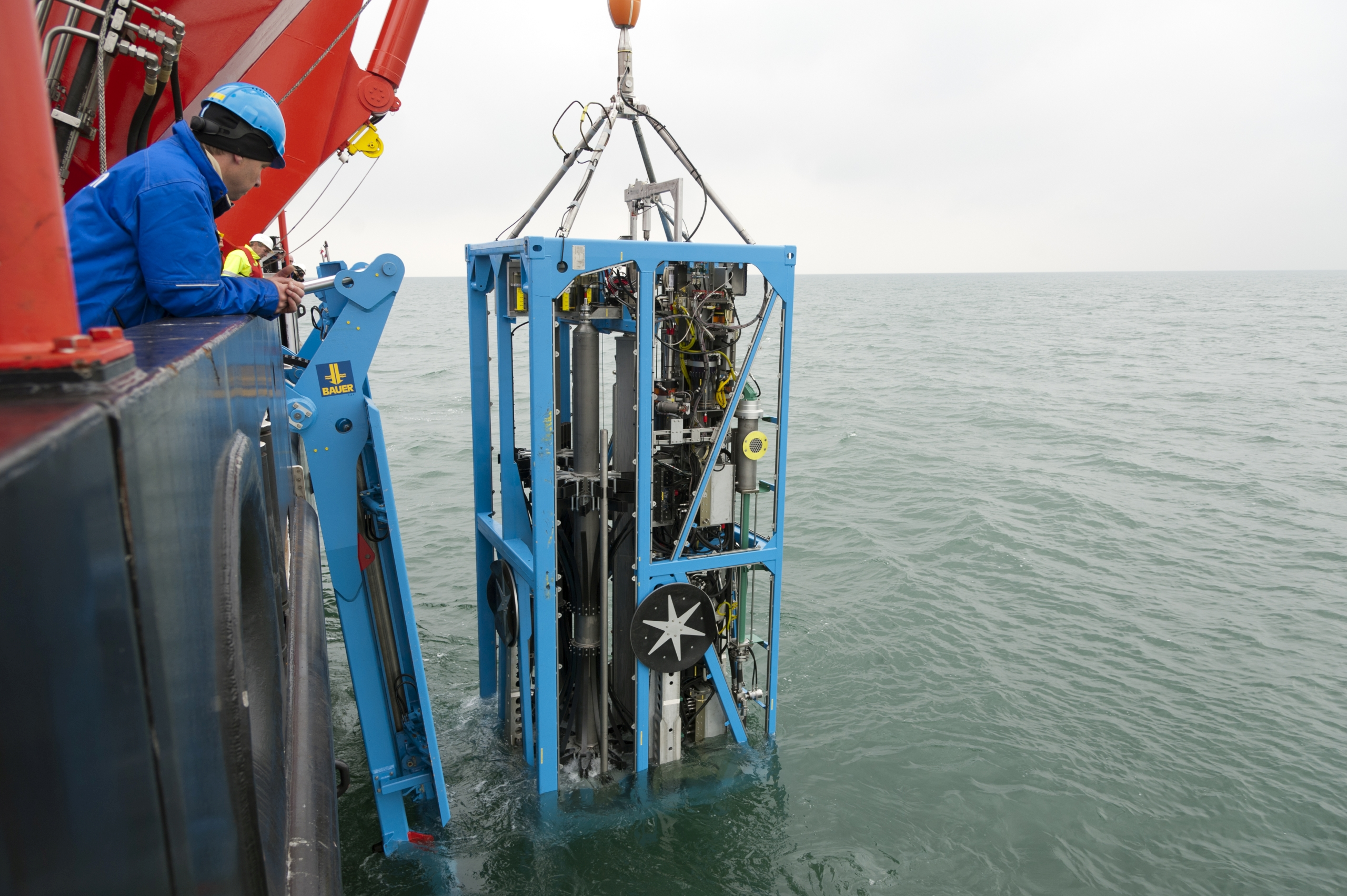
Das Meeresbodenbohrgerät MARUM-MEBO200 wird vom Forschungsschiff SONNE zu Wasser gelassen.

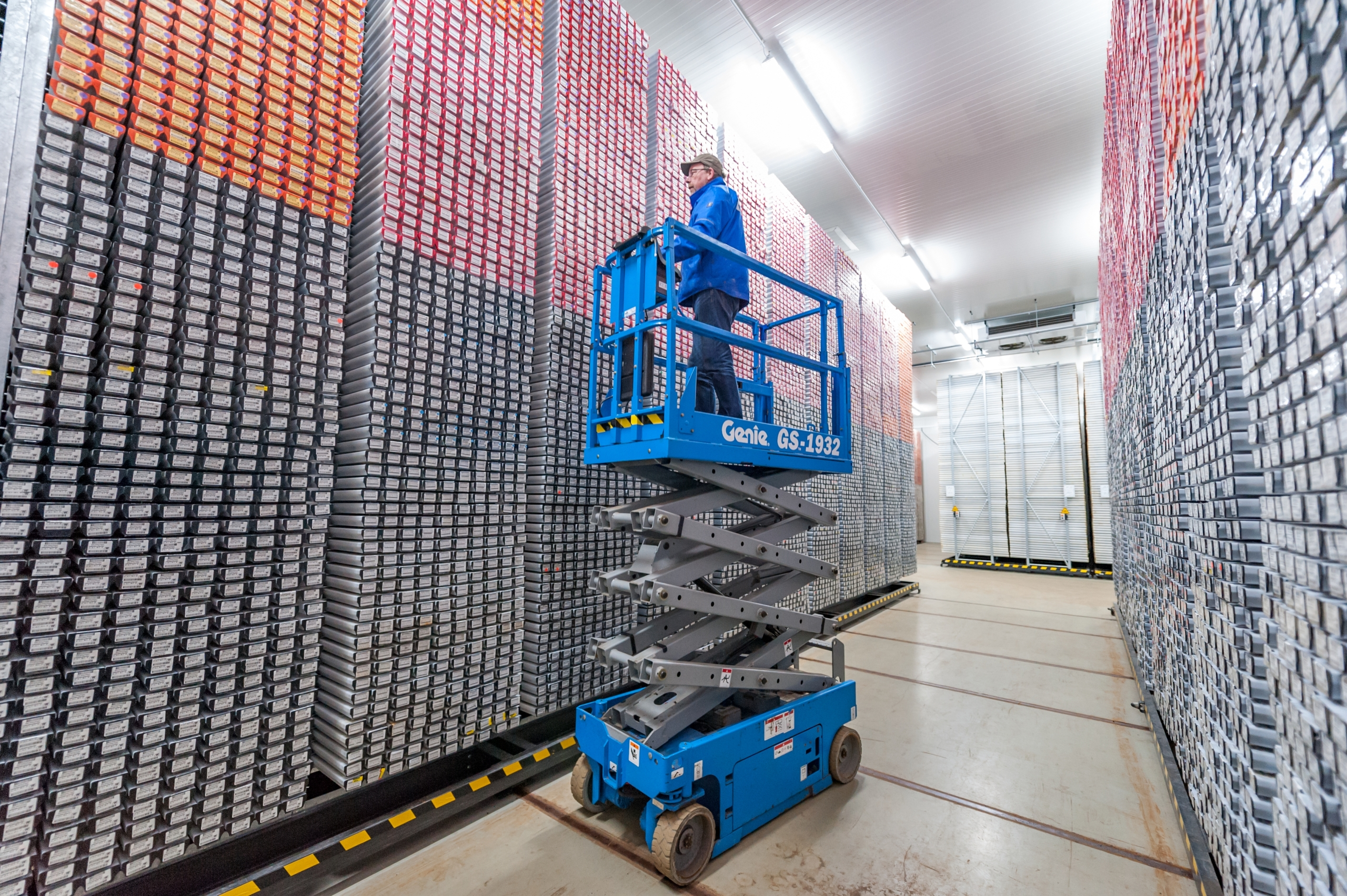
Das Bohrkernlager des International Ocean Discovery Program (IODP) im Bremer MARUM. Hier lagern Kerne aus dem Atlantik, dem Arktischen Ozean, dem Mittelmeer, dem Schwarzen Meer und der Ostsee.

Am Marum entwickeln Ingenieure und Meereswissenschaftler gemeinsam Forschungsgeräte. Hierzu gehören Mess- und Probenahmegeräte für Messungen und Probenahmen auf Expeditionen. Dazu zählen zum Beispiel der ferngesteuerte Tauchroboter (Remotely Operated Vehicle) MARUM-QUEST. Er dringt in bis zu 4.000 Meter Meerestiefe vor und erkundet u. a. Schlammvulkane und Kaltwasserkorallen. Mit dem am Marum neu entwickelten Meeresboden-Bohrgerät Marum-MeBo lassen sich bis zu 70 Meter lange Sedimentkerne gewinnen. Das 2014 fertiggestellte MARUM-MeBo200 kann in Wassertiefen von bis zu 2.700 Meter bis zu 200 Meter tief in den Meeresboden bohren. Das autonom operierende Tauchfahrzeug (Autonomous Underwater Vehicle) MARUM-Seal kann 5.000 Meter tief tauchen. Sein Fächer-Echolot liefert präzise Karten aus bisher unbekannten Meeresregionen.

### Nachwuchsförderung
Unter dem Dach des Marum ist die internationale Bremer Graduiertenschule für Meereswissenschaften GLOMAR beheimatet. Glomar bietet Promovierenden, die in den Meereswissenschaften an der Universität Bremen eingeschrieben sind oder an außeruniversitären Meeresforschungsinstituten im Land Bremen arbeiten, ein strukturiertes Ausbildungsprogramm. Die Graduiertenschule deckt das Feld der Meereswissenschaften im weitesten Sinn ab. Sie bildet daher nicht nur Naturwissenschaftler aus, sondern auch Sozial- und Rechtswissenschaftler, die sich mit gesellschaftsrelevanten Aspekten der Meere und Küsten beschäftigen. Ziel von Glomar ist es, junge Wissenschaftler darauf vorzubereiten, selbstverantwortlich das Wissen über die Rolle des Ozeans im System Erde, zu dem natürlich auch der Mensch gehört, zu mehren. Aufbauend auf ein strukturiertes Curriculum und eingebunden in Forschungsprojekte werden sie zu Experten in ihrem jeweiligen Feld ausgebildet. Sie sollen in die Lage versetzt werden, eingebunden in internationale Netzwerke Forschungsperspektiven zu entwickeln, die über die Grenzen der eigenen Fachdisziplin hinausgehen.

### Wissenschaftskommunikation
Das Marum engagiert sich u. a. im Bereich Ausstellungen. In Kooperation mit Partnern aus der Wirtschaft wurde am Marum die Ausstellung „MeerErleben“ entwickelt, die seit 2009 in großen Einkaufszentren gezeigt wird. Zudem hat die Forschungseinrichtung zu meeresorientierten Dauerausstellungen u. a. im Deutschen Museum München, im Ozeaneum Stralsund und im Internationalen Maritimen Museum Hamburg beigetragen. - Seit 2008 ist das Marum mit dem Kanal MarumTV auf YouTube vertreten. Dort werden rund 100 Kurzfilme zum Thema Meeresforschung präsentiert; viele davon enthalten Tiefseeaufnahmen, die mit dem Tauchfahrzeug Marum-Quest auf Expeditionen im Mittelmeer, im Schwarzen Meer, im Atlantik oder im Indischen Ozean gemacht wurden. Das Marum Unischullabor bietet Kurse zu geo- und meereswissenschaftlichen Themen an. Spezielle Kursangebote richten sich an Kindergärten und Grundschulen bzw. an Schüler mit Behinderungen. Zudem führt das Schullabor u. a. Fortbildungen für Erzieher und Lehrer durch.

### Datenarchivierung und Bohrkernlager
Die Forschungseinrichtung betreibt gemeinsam mit dem Alfred-Wegener-Institut Helmholtz-Zentrum für Polar- und Meeresforschung ein Informationssystem, in dem Daten aus der Erdsystemforschung archiviert und publiziert werden. Da das System die ganzheitliche Betrachtungsweise der Erde fördern soll, ist es nach jenem Superkontinent benannt, in dem vor 200 Millionen Jahren alle Kontinente vereint waren: PANGAEA.
Das Marum unterhält zwei Lager für Bohrkerne, die auf Expeditionen vom Meeresgrund gewonnen werden. Das Bohrkernlager des International Ocean Discovery Program IODP enthält Kerne, die auf internationalen Expeditionen des IODP im Atlantik und seinen Mittel- bzw. Nebenmeeren erbohrt wurden. – Das Marum bzw. der Fachbereich Geowissenschaften der Universität Bremen führen eigene Expeditionen durch. Für Sediment- bzw. Festgesteinskerne, die auf diesen Ausfahrten mit Hilfe von Schwere-, Vibro- und Kolbenloten bzw. den Meeresbodenbohrgeräten gewonnen wurden, steht ein weiteres Lager zur Verfügung.

## Kooperationen
Die Forschungseinrichtung kooperiert mit anderen deutschen und internationalen Forschungseinrichtungen. Dazu zählen das Alfred-Wegener-Institut Helmholtz-Zentrum für Polar- und Meeresforschung Bremerhaven (AWI), das Max-Planck-Institut für Marine Mikrobiologie in Bremen (MPI), Senckenberg am Meer in Wilhelmshaven (SGN), das Leibniz-Zentrum für Marine Tropenforschung in Bremen (ZMT) sowie die Universität Oldenburg und die private Jacobs Universität in Bremen. Hinzu kommen das Ifremer (Frankreich), das Centre Southampton, Großbritannien, das Netherlands Institute for Sea Research NIOZ, Niederlande, sowie in den USA die Woods Hole Oceanographic Institution und die Scripps Institution of Oceanography.

## Mitgliedschaften
- Deutsches Klimakonsortium - DKK
- Deutsche Allianz für Meeresforschung - DAM